# Операція «Коза»
«Операція „Коза“» (пол. Operacja Koza) — польський художній фільм 1999 року від режисера Конрада Шолайського. Зйомки тривали з 15 квітня по 6 червня 1999 року.

## Сюжет
Невибаглива комедія, сюжет якої відображає історію шпигуна КДБ, завданням якого є здобуття сенсаційного винаходу польського вченого. Внаслідок нещасливого збігу обставин, обоє героїв міняються тілами.
Блискучий вчений Адам Горн (Олаф Лабущенко) працює над препаратом, який дає змогу обмінюватися тілами двом людям. Речовину, виготовлену молодим геніальним вченим, повинна викрасти вродлива й добре підготовлена агент КДБ Віра Тихонова (Єва Гаврилюк). Одного разу ввечері дівчина, видаючи себе за студентку, відвідує лабораторію вченого, який вдосконалює винахід. Чари та звабливість Віри впливають на Адама; переплетені в пристрасних обіймах вони падають на диван. Ситуація виходить з-під контролю. Під час близькості між ними каталізатор Горна починає працювати.

## У ролях
- Олаф Лабущенко — Адам Горн
- Єва Гаврилюк -Віра Тихонова
- Кшиштоф Ковалевський — полковник УОП-у Крепський
- Станіслава Целіньська — полковник Крепська
- Едіта Юнговська — Анна Крепська
- Павел Бурчик — Юрій
- Павел Іваницький — Григорій
- Шимон Бобровський — Генрик
- Славомир Ошеховський — Моленда
- Адам Ференци — Професор Розванєц
- Анджей Заборський — Декан
- Артур Барциш — Директор церемоніального відділу в чині заступника державного секретаря
- Рафал Мор
- Всеволод Шиловський — генерал КДБ
- Ганна Станкувна — Професор Надія Гургенідзе
- Александра Конєчна — Гінеколог
- Леон Чаревич — Доцент Шеський
- Барбара Калюжна — Перекладачка Джиммі
- Єремі Ємьолович — Джиммі, експерт з НАТО
- Ярослав Груда — Помічник трунаря
- Томаш Саприк — Трунар
- Кінга Ільгнер — Перукарка Сильвія
- Вітольд Велинський — Медбрат у психіатричній лікарні
- Павел Щесний — Медбрат у психіатричній лікарні